# Список глав государств в 80 году
| 79 ← Список глав государств по годам → 81 |

## Африка
- Мероитское царство — Аманикаташан, царица (ок. 62 — ок. 85)

## Азия
- Анурадхапура — Васабха, царь (66 — 110)
- Армения Великая — Трдат I, царь (53 — 54, 55 — 58, 62 — 88)
- Иберия — Митридат I, царь (58— 106)
- Китай (династия Восточная Хань) — Чжан-ди (Лю Да), император (75 — 88)
- Корея (Период Трех государств):
  - Когурё — Тхэджохо, тхэван (53 — 146)
  - Пэкче — Киру, тхэван (77 — 128)
  - Силла:
    - Тхархэ, исагым (57 — 80)
    - Пхаса, исагым (80 — 112)
- Кушанское царство:
  - Куджула Кадфиз, царь (ок. 30 — ок. 80)
  - Вима Такто, царь (80 — 95)
- Набатейское царство — Раббэль II Сотер, царь (70 — 106)
- Осроена — Абгар VI, царь (71 — 91)
- Парфия:
  - Вологез II, шах (78 — 80)
  - Пакор II, шах (78 — 105)
  - Артабан III (IV), шах (80 — 81)
- Сатавахана — Пуриндрасена Сатавахана,  махараджа (62 — 83)
- Харакена:
  - междуцарствие (73/74 — 80/81)
  - Пакор II, царь (80/81 — 101/102)
- Хунну — Чжан, шаньюй (63 — 85)
- Элимаида — Фраат,  царь (ок. 70 — ок. 90)
- Япония — Кэйко, тэнно (император)  (71 — 130)

## Европа
- Боспорское царство — Рескупорид II, царь (68 — 93)
- Дакия — Дурас, вождь  (68 — 87)
- Ирландия — Туатал Техтмар, верховный король (76 — 106)
- Римская империя:
  - Тит, римский император (79 — 81)
  - Тит, консул (80)
  - Цезарь Домициан, консул (80)

## Галерея

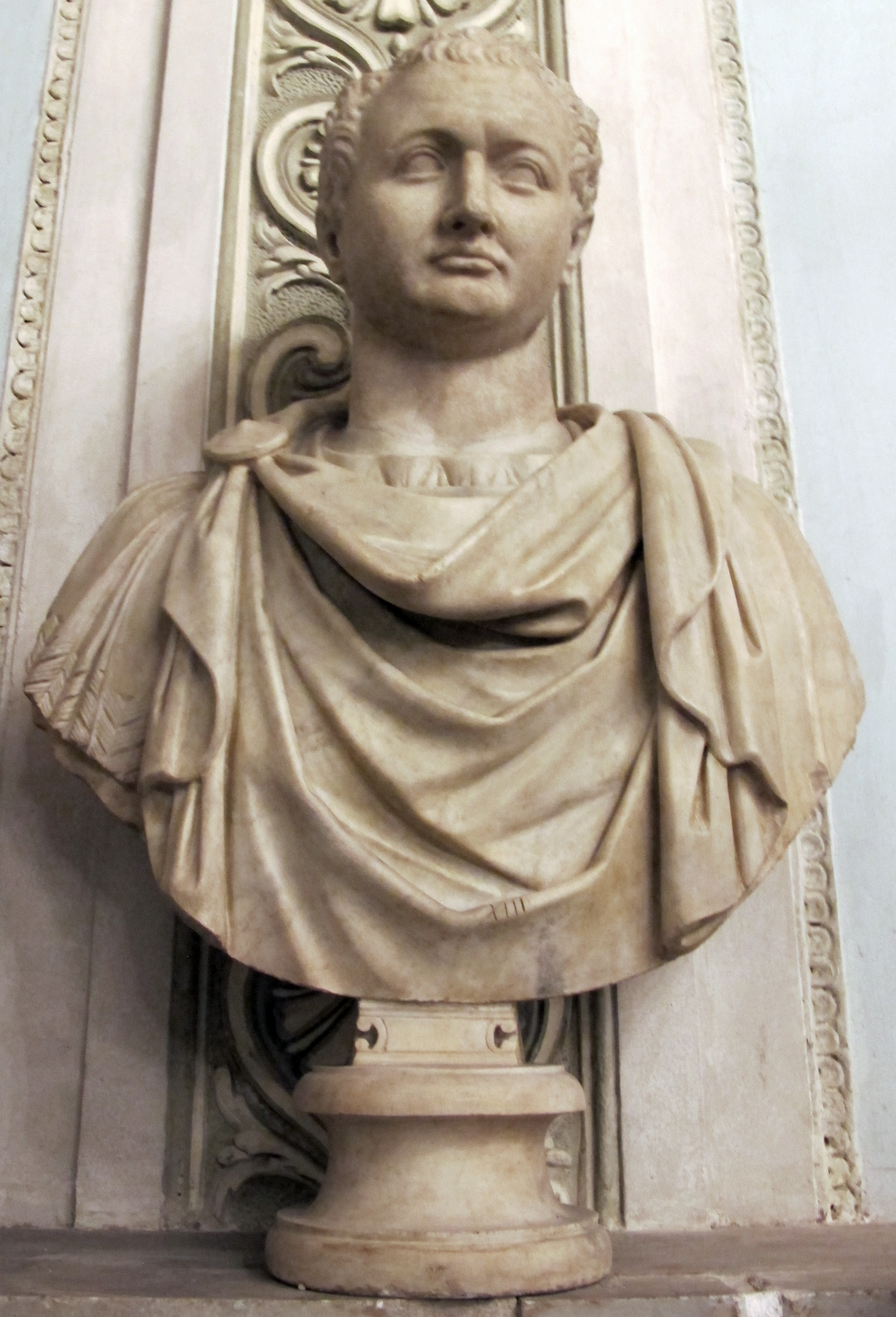
Тит 79—81 Император Римской империи
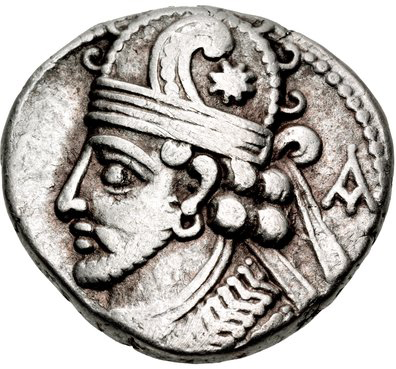
Пакор II 78—105 Шах Парфии
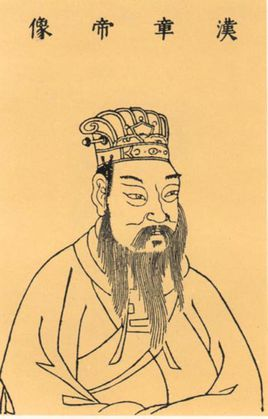
Чжан-ди 75—88 Император Восточной Хань
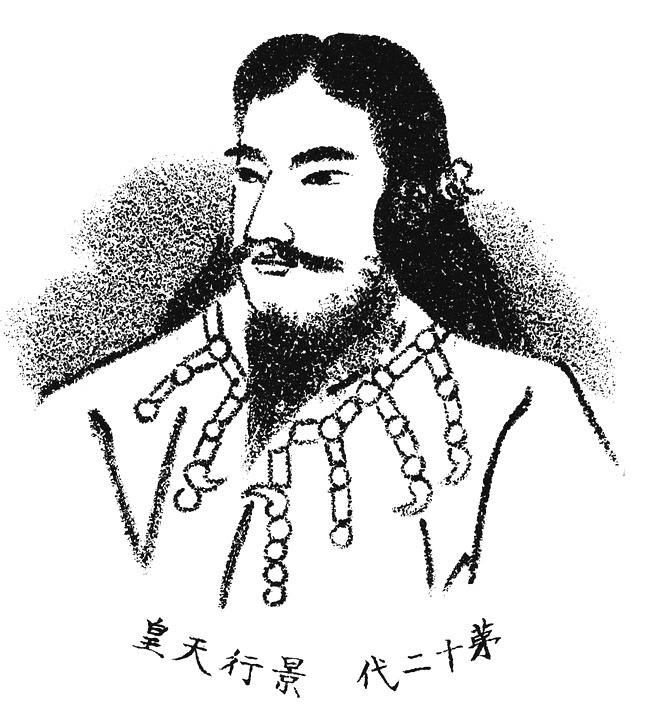
Кэйко 71—130 Император Японии
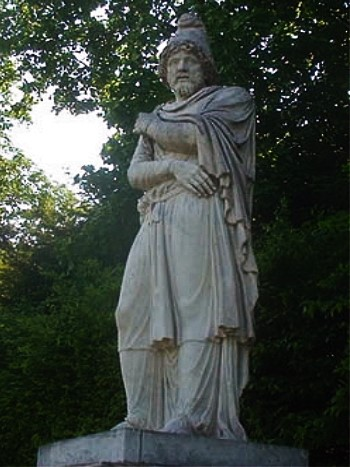
Трдат I 53—54, 55—58, 62—88 Царь Великой Армении